# 京都市立紫野高等学校
京都市立紫野高等学校（きょうとしりつ むらさきのこうとうがっこう）は、京都府京都市北区紫野大徳寺町に所在する公立の高等学校。「自由と規律」を校則の中心に位置づけている。制服は導入されておらず私服登校となっている。 略称は「紫高（むらこう）」。

## 設置学科
- 普通科
- アカデミア科

## 歴史
- 1952年 - 開校、臨済宗大徳寺の寺域に創設[2]。 閉校した京都淑女中学校・高校の敷地を市が買い取ったもの[3]。
- 1985年 - 普通科第I類、第II類（人文系・理数系）を設置。
- 1989年 - 前期・後期の2期制を導入。
- 1993年 - 普通科第III類（英文系）を設置。
- 2003年 - スーパーイングリッシュランゲージハイスクール (SELHi) に指定。
- 2013年 - 京都の公立高校では初となる ユネスコ・スクール に指定。
- 2014年4月 - 普通科第I類、第II類（人文・理数系）、第III類（英文系）を撤廃。アカデミア科を新たに設置。

## 特色・逸話
- 1950～60年代には京都大学の合格者が数十人規模に達したが[4]、新設校の増加や学校間格差をなくす総合選抜の影響で進学実績は低下していった。ここ10年間の国公立大学の合格者数は、20～40人程度で推移している。
- 1993年に設置された英文系は受験生の間で人気を集め、その後京都市立堀川高等学校に専門学科を設置するなどの一連の市立高校改革の布石となった[5]。

## 著名な出身者
- 泉谷直木 - 元・アサヒグループホールディングス社長兼CEO、日本経団連審議員会副議長
- 濱中博久 - フリーアナウンサー、元・NHKアナウンサー[6]
- 鈴木史朗 - 元・東京放送アナウンサー、タレント
- 尾崎千秋 - 元・京都放送アナウンサー、DJ
- 茨木俊秀 - 京都情報大学院大学学長
- 黒田裕樹 - 慶應義塾大学(SFC) 環境情報学部 教授
- 竹内優美 - フリーアナウンサー、元・NHK東京マーケット情報キャスター
- 綿矢りさ - 小説家（史上最年少の19歳で芥川賞を受賞）
- 斎藤博 - アニメーション監督・演出家（楽しいムーミン一家、トム・ソーヤーの冒険、あらいぐまラスカル（共同監督）など）
- 岡村詩野 - 音楽ライター・評論家
- 田中知之 - ミュージシャン、DJ（Fantastic Plastic Machine）
- 奥田俊作 - ミュージシャン、ベーシスト（the brilliant green）
- 松井亮 - ミュージシャン、ギタリスト（元the brilliant green）(meister)
- サキタハヂメ - ミュージシャン、ギタリスト・ミュージックソー奏者（はじめにきよし）
- 山本良介 - トライアスロン選手
- 井波律子 - 国際日本文化研究センター名誉教授
- 小滝透 - ジャーナリスト
- 川合孝典 - 参議院議員
- 山本兼一 - 直木賞作家
- 和紗 - 歌手
- 吉田恵美 - バスケットボール選手
- 野町紗希子 - バスケットボール選手
- 中塚一宏 - 政治家、元・衆議院議員
- 北小路敏 - 全学連、中核派元幹部
- 桐村萌絵 - 元グラビアアイドル
- 林ゆうき - 作曲家[7]
- 柏木圭一郎[8]（柏木壽） - 小説家・エッセイスト
- 森本滋 - 京都大学名誉教授
- 山田悦子 -テキスタイルデザイナー、アートディレクター、京都 和文化研究所 むす美 広報
- 岩田眞人ｰ茸・微生物研究者、工学博士
- 太田達 - 有職菓子御調進所 老松 主人、有斐斎弘道館 理事、工学博士、茶人[9]
- 水野直樹 - 京都大学名誉教授
- 紫野明日香 - 女優、三鷹市議会議員[10]
- 河合悠祐 - 戸田市市議会議員
- 姫岡とし子 - 元東京大学大学院人文社会系研究科西洋史学教授　元ドイツ・ハレ大学客員教授
- 片山信子 - 国立国会図書館副館長

## 交通
- 京都市営バス 船岡山バス停、今宮神社前バス停より徒歩2分（所要時間は、公式サイト内の「本校へのアクセス」に準拠）